# كاتريونا سباركس
كاتريونا سباركس (بالإنجليزية: Catriona Sparks)‏ (11 سبتمبر 1965)؛ روائية أمريكية-أسترالية.